# 蘇斯利
50°33′18″N 27°36′38″E / 50.55500°N 27.61056°E
蘇斯利（烏克蘭語：Сусли），是烏克蘭北部的村莊，隸屬日托米爾州的茲維亞赫爾區。該村始建於1577年，面積2.58平方公里，海拔高度211米，2001年人口986，人口密度每平方公里382.62人。